# 德福考试
德福（德語：Test Deutsch als Fremdsprache, TestDaf）是由位于德国哈根的德福考试院举办的德语语言水平测试，全称为Test Deutsch als Fremdsprache（作为外语的德语能力测试），主要服務希望在德国留学深造或进行學術交流的非德语国家人士。
该测试目前在世界上80个不同国家、350個考試中心举行（2015年数据）。测试内容包括听力、阅读、写作和口语，被德国大学广泛认可作为大学预录取学生德语能力的有效证明。全球一年間會舉辦6次，但在中华人民共和国一年只有三次。
德福测试结果分为3个等級（TDN 3~5），分别对应于欧洲共同语言参考标准（CEFR）的等级B2~C1。

## 程度對照
- TDN3：擁有CEFR B2程度。
- TDN4：擁有CEFR B2+程度。
- TDN5：擁有CEFR C1程度。

## 能力要求
- 從不同短文中擷取重要資訊，閱讀探討科學或社會問題的新聞性和科學性文章，了解其大意和細節。
- 了解與學業或一般學術主題有關的訪談或談話及演講。
- 能撰寫一篇條理清楚、易懂的文章，並表達論點。
- 描述、整合、比較各種資訊。
- 在討論和談話中表達立場並陳述理由。